# Gloria De Antoni
Gloria De Antoni (Udine, 18 marzo 1954) è un'autrice televisiva, regista e conduttrice televisiva italiana.

## Biografia
Nata a Udine, vive tra Roma e Spilimbergo. Dopo la laurea al DAMS di Bologna nel 1978 è diventata giornalista pubblicista, collaborando a Paese Sera e al Corriere della Sera fino al 1985.
A partire dal 1981 ha lavorato per la Rai, radio (conduttrice e regista per Radio 2) e televisione (Unomattina, Fluff, processo alla TV, Samarcanda).
Ha realizzato in collaborazione con Oreste De Fornari diversi programmi televisivi tra cui Schegge di radio a colori, Magazine 3, Letti gemelli, Perdenti, Le infedeli, Pacem in terris, La fonte meravigliosa (Rai 3), Romanzo popolare, Noi siamo le signore, La cavallina storna (Raisat Album), per Raisat Extra lo speciale Caro Andrea Barbato - Il giornalismo come passione critica e per Rai International Parliamo italiano.
Nel 2005 ha realizzato il film documentario I sentieri della gloria. In viaggio con Mario Monicelli sui luoghi della grande guerra.
Nel 2006 è stata autrice, con Alessandro Cogolo, del documentario Ritorno al Tagliamento, in cui Franco Interlenghi ripercorre i luoghi del romanzo Addio alle armi di Ernest Hemingway.
Nel 2007 ha realizzato il documentario Bottecchia, l'ultima pedalata, sulla vita del campione di ciclismo Ottavio Bottecchia; lo stesso anno con Oreste De Fornari è autrice e conduttrice della striscia quotidiana di Raitalia Parliamo italiano.
Con De Fornari ha poi realizzato i documentari: Il perdente gentiluomo - Vita e arte di Antonio Centa (2008), La città di Angiolina Trieste ai tempi del film Senilità (2009) e L'estate di Bruno Cortona - Castiglioncello nell'anno del Sorpasso (2012).
Per il comune di Rosignano Marittimo dall'estate 2006 cura la rassegna di autori e libri  "Incontri al castello", che si svolge a Castiglioncello nei mesi di luglio e agosto.
Ha ideato e realizzato il festival "Le giornate della luce", omaggio agli autori della fotografia cinematografica italiana, che si svolge a Spilimbergo dal giugno 2015, nei giorni del solstizio d'estate.

## Vita privata
È sposata con Masolino d'Amico.